# スカイバス・メトロ

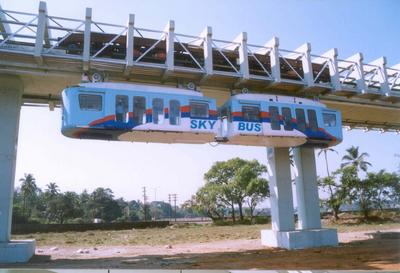
走行中のスカイバス・メトロ車両

スカイバス・メトロ（英: Skybus Metro）は、インドの科学技術者であるB・ラージャーラーム氏によって考案された、プロトタイプ懸垂鉄道システムである。
これは、ドイツにあるヴッパータール空中鉄道や、H-Bahnのように、高架走路の下に車両を吊るす、いわば懸垂式モノレールの一種である。
インドゴア州マーガオにある延長1.6km (1mi)のテストトラックにて、2004年（平成16年）より試運転が開始されたが、同年9月25日に客車がコンクリート製トラックの脚柱に衝突する事故により、従業員の1名が死亡し、3名が負傷した。
テストトラックは10.5km (6.5mi)まで拡張する予定であったが、事故以来何も進展することはなく、当システムはインドではどこにも採用されなかった。

## 建設
スカイバスは、乗客を輸送する懸垂式客車車両であり、電力を使用して、100km/h (62mph)で走行することができる。

### 鉄道
重さ52kg/m (100lb/yd)の標準軌間レールは、8m x 2mの箱型筐体に配置されている。
これらのレールは、杭基礎上に15 - 20m間隔で配置された、高さ10m、直径1mの支柱の上に支持されている。
この構造物は、道路の車線間の仕切り空間に建設されている。
スカイバスは、交通を妨害することなく、既存の道路の道筋に沿った経路を走ることが出来る。

### ボギー台車
走行には2本の標準車軸「ボギー台車」を使用する。
各台車は、3相交流 (AC) モーターによって駆動される。
電力は、第三軌条より供給される。
ブレーキは、補助ディスクでの回生ブレーキ（格子に電気を戻す）および（非常）機械式ブレーキのいずれかである。
電力は、ブラシまたは導電性の車輪によって車両に供給される。

### 客車
客車は、広く大きな窓による二重壁の軽量車体であり、かつレールの下に吊るされている。
空調付きの客車には、幅4mの自動ドアが付いている。
車内には、視聴覚情報を提供する装置が設置されている。
1編成で300人の乗客を輸送することができる。
各車両は、長さ9.25mで、幅は3.2mである。
「列車」は、全長18.5mとなる2両の車両から成っている。

### トラバーサー
トラバーサーは、トラック間のユニットを自動的に平行移動する。
トラバーサーは、物を持ち上げたり移動するために他産業で利用されていた、トランスバーサーから改変されたものである。
トラバーサーにおいて、トラックのプラットホームは、モーターから成るボギー台車に掛かり、かつトラック上にも乗っている。
トラバーサーは、駅のようなふりをする。
第3のユニットに不測の遅れが生じた場合には横断されていて、最後の駅からトラバーサーへの50mの距離は、現状維持の能力を2つのユニットに提供するために維持される。

### 駅

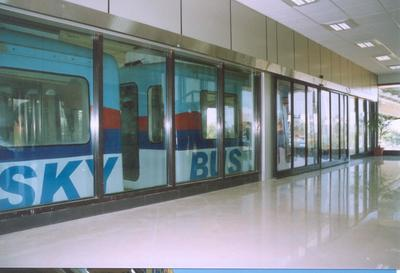
駅でのスカイバス・メトロ車両

駅は、地上5.5mの空調付きプラットホームである。
駅には、自動ドアおよびリフトがある。
駅の自動ドアは、スマートカードで開く。
駅は、長さ50m以内の地点に収まっている。

## マーガオ・テスト
2004年（平成16年）に、コンカン鉄道はゴア州政府の助けを借りて、ゴア州マーガオにてスカイバスのテストを実施した。
同年9月25日に、事故により従業員の1名が死亡し、3名が負傷したため、試運転が終了した。
トラックは、1.6km (1mi)を走行。
テストトラックは、10.5km (6.5mi)まで拡張される予定であった。
ラージャーラーム氏は、スカイバスを擁護し、事故が回避可能であったと述べた。
最急勾配は、2%であった。
最急カーブは、半径100mのカーブであった。
垂直カーブの最大半径は、3,375mであった。